# Chińska Republika Ludowa na Mistrzostwach Świata w Lekkoatletyce 2013
Chińska Republika Ludowa na Mistrzostwach Świata w Lekkoatletyce 2013 – reprezentacja Chin podczas mistrzostw świata w Moskwie liczyła 51 zawodników. Zdobyła 4 medale.

## Medaliści
| Medal | Zawodnik     | Konkurencja            |
| ----- | ------------ | ---------------------- |
|       | Chen Ding    | Chód na 20 km mężczyzn |
|       | Gong Lijiao  | Pchnięcie kulą kobiet  |
|       | Liu Hong     | Chód na 20 km kobiet   |
|       | Zhang Wenxiu | Rzut młotem kobiet     |

## Występy reprezentantów Chin

### Mężczyźni

#### Konkurencje biegowe
| Konkurencja                | Zawodnik                                                   | Eliminacje | Eliminacje | Półfinał | Półfinał | Finał        | Finał   |
| Konkurencja                | Zawodnik                                                   | Rezultat   | Pozycja    | Rezultat | Pozycja  | Rezultat     | Pozycja |
| -------------------------- | ---------------------------------------------------------- | ---------- | ---------- | -------- | -------- | ------------ | ------- |
| Bieg na 100 m              | Su Bingtian                                                | 10,16      | 14. q      | DQ       |          |              |         |
| Bieg na 100 m              | NQ                                                         |            |            |          |          |              |         |
| Zhang Peimeng              | 10,04 (NR)                                                 | 5. Q       | 10,00 (NR) | 9.       | NQ       | NQ           |         |
| Bieg na 200 m              | Xie Zhenye                                                 | 20,74      | 27.        | NQ       | NQ       | NQ           | NQ      |
| Maraton                    | Yin Shujin                                                 | —          | —          | —        | —        | 2:27:19      | 45.     |
| Bieg na 110 m przez płotki | Jiang Fan                                                  | 13,87      | 26.        | NQ       | NQ       | NQ           | NQ      |
| Bieg na 110 m przez płotki | Xie Wenjun                                                 | 13,59      | 21.        | NQ       | NQ       | NQ           | NQ      |
| Chód na 20 km              | Cai Zelin                                                  | —          | —          | —        | —        | 1:25:31      | 26.     |
| Chód na 20 km              | Chen Ding                                                  | —          | —          | —        | —        | 1:21:09 (SB) | srebro  |
| Chód na 20 km              | Wang Zhen                                                  | —          | —          | —        | —        | DQ           |         |
| Chód na 50 km              | Li Jianbo                                                  | —          | —          | —        | —        | 3:56:13      | 26.     |
| Chód na 50 km              | Si Tianfeng                                                | —          | —          | —        | —        | DNF          |         |
| Chód na 50 km              | Wu Qianlong                                                | —          | —          | —        | —        | DNS          |         |
| Chód na 50 km              | Xu Faguang                                                 | —          | —          | —        | —        | 3:57:54 (SB) | 30.     |
| Sztafeta 4 × 100 m         | Guo Fan Liang Jiahong Su Bingtian Zhang Peimeng Xie Zhenye | 38,95 (SB) | 16. Q      | —        | —        | NQ           | NQ      |

#### Konkurencje techniczne
| Konkurencja | Zawodnik     | Eliminacje | Eliminacje | Finał    | Finał   |
| Konkurencja | Zawodnik     | Rezultat   | Pozycja    | Rezultat | Pozycja |
| ----------- | ------------ | ---------- | ---------- | -------- | ------- |
| Skok wzwyż  | Zhang Guowei | 2,29 m     | 6. q       | 2,29 m   | 9.      |
| Skok wzwyż  | Wang Yu      | 2,22 m     | 19.        | NQ       | NQ      |
| Skok wzwyż  | Bi Xiaoliang | NM         | NM         | NQ       | NQ      |
| Skok w dal  | Li Jinzhe    | 7,96 m     | 8. q       | 7,86 m   | 12.     |
| Skok w dal  | Wang Jianan  | 7,59 m     | 23.        | NQ       | NQ      |
| Trójskok    | Dong Bin     | 16,98 m    | 6. q       | 16,73 m  | 9.      |
| Trójskok    | Cao Shuo     | DNS        |            |          |         |
| NQ          |              |            |            |          |         |

### Kobiety

#### Konkurencje biegowe
| Konkurencja                | Zawodniczka                                    | Eliminacje   | Eliminacje | Półfinał | Półfinał | Finał    | Finał   |
| Konkurencja                | Zawodniczka                                    | Rezultat     | Pozycja    | Rezultat | Pozycja  | Rezultat | Pozycja |
| -------------------------- | ---------------------------------------------- | ------------ | ---------- | -------- | -------- | -------- | ------- |
| Bieg na 400 m              | Zhao Yanmin                                    | 54,03        | 32.        | NQ       | NQ       | NQ       | NQ      |
| Bieg na 800 m              | Wang Chunyu                                    | 2:02,05 (SB) | 24.        | NQ       | NQ       | NQ       | NQ      |
| Maraton                    | Ding Changqin                                  | —            | —          | —        | —        | 2:40:13  | 19.     |
| Maraton                    | Wei Xiaojie                                    | —            | —          | —        | —        | 2:46:46  | 28.     |
| Maraton                    | Cao Mojie                                      | —            | —          | —        | —        | 2:49:15  | 34.     |
| Maraton                    | He Yinli                                       | —            | —          | —        | —        | DNF      |         |
| Maraton                    | Jia Chaofeng                                   | —            | —          | —        | —        | DNF      |         |
| Bieg na 100 m przez płotki | Wu Shuijiao                                    | 13,29        | 26.        | NQ       | NQ       | NQ       | NQ      |
| Chód na 20 km              | Liu Hong                                       | —            | —          | —        | —        | 1:28:10  | brąz    |
| Chód na 20 km              | Sun Huanhuan                                   | —            | —          | —        | —        | 1:28:32  | 4.      |
| Chód na 20 km              | Qieyang Shenjie                                | —            | —          | —        | —        | 1:31:15  | 15.     |
| Chód na 20 km              | Lü Xiuzhi                                      | —            | —          | —        | —        | DNS      |         |
| Sztafeta 4 × 100 m         | Tao Yujia Li Meijuan Liang Xiaojing Wei Yongli | 44,22        | 17.        | —        | —        | NQ       | NQ      |

#### Konkurencje techniczne
| Konkurencja    | Zawodniczka    | Eliminacje   | Eliminacje | Finał        | Finał   |
| Konkurencja    | Zawodniczka    | Rezultat     | Pozycja    | Rezultat     | Pozycja |
| -------------- | -------------- | ------------ | ---------- | ------------ | ------- |
| Skok wzwyż     | Zheng Xingjuan | 1,92 m (SB)  | 8. q       | 1,93 m (SB)  | 9.      |
| Skok o tyczce  | Li Ling        | 4,55 m (PB)  | 5. q       | 4,45 m       | 11.     |
| Pchnięcie kulą | Gong Lijiao    | 18,88 m      | 5. Q       | 19,95 m      | brąz    |
| Pchnięcie kulą | Liu Xiangrong  | 18,68 m      | 6. q       | 18,04 m      | 10.     |
| Pchnięcie kulą | Li Ling        | 18,19 m      | 9. q       | 18,39 m      | 6.      |
| Rzut dyskiem   | Tan Jian       | 63,21 m      | 4. Q       | 63,34 m      | 6.      |
| Rzut dyskiem   | Su Xinyue      | 56,87 m      | 19.        | NQ           | NQ      |
| Rzut dyskiem   | Gu Siyu        | NM           | NM         | NQ           | NQ      |
| Rzut młotem    | Zhang Wenxiu   | 75,15 m (SB) | 2. Q       | 75,58 m (SB) | brąz    |
| Rzut młotem    | Wang Zheng     | 73,17 m (PB) | 6. Q       | 74,90 m (PB) | 4.      |
| Rzut młotem    | Liu Tingting   | 69,68 m      | 14.        | NQ           | NQ      |
| Rzut oszczepem | Li Lingwei     | 61,51 m (SB) | 11. Q      | 61,30        | 8.      |
| Rzut oszczepem | Zhang Li       | 60,16 m      | 15.        | NQ           | NQ      |